# 4. pokrajinsko poveljstvo Slovenske vojske Postojna
4. pokrajinsko poveljstvo Slovenske vojske Postojna (kratica: 4. PPSV, okrajšava: 4. PPSV Postojna, tudi Južnoprimorska pokrajina SV) je nekdanje pokrajinsko poveljstvo Slovenske vojske; sedež poveljstva je bil v Postojni.

## Zgodovina
Poleti 1998 je bilo poveljstvo ukinjeno.

## Organizacija
1997
- poveljstvo
- 41. območno poveljstvo Slovenske vojske Cerknica
- 43. območno poveljstvo Slovenske vojske Koper
- 45. območno poveljstvo Slovenske vojske Sežana
- 47. območno poveljstvo Slovenske vojske Ilirska Bistrica
- 42. brigada Slovenske vojske
- 44. oklepno-mehanizirani bataljon Slovenske vojske
- 430. mornariški divizion Slovenske vojske
- 460. artilerijski bataljon Slovenske vojske
strelišče Slovenske vojske Bloška Polica
vojašnice Postojna, Velike Bloke, Pivka in Ilirska Bistrica
osrednje vadišče Slovenske vojske Postojna
skladišče Mačkovec pri Postojni